# 源経相
源 経相（みなもと の のりすけ）は、平安時代中期の貴族。初名は為能あるいは惟能。宇多源氏、大納言・源時中の八男。官位は従四位下・三河守。

## 経歴
源倫子（藤原道長正室）の甥にあたり、彼自身も道長一族と深い関係にあった。三条・後一条・後朱雀の三朝の約30年近くに亘って、紀伊守・丹後守・備前守・三河守などの地方官を歴任した。後朱雀朝初頭の長暦3年（1039年）10月7日卒去。享年61。最終官位は三河守従四位下。

## 官歴
- 長和2年（1013年） 正月24日：見前紀伊守[1]
- 長和5年（1016年） 11月11日：見丹後守[2]
- 時期不詳：従四位下[3]
- 治安2年（1022年） 正月28日：備前守[3]
- 万寿3年（1026年） 正月：辞備前守[4]
- 長元9年（1036年） 日付不詳：三河守?[5]
- 長暦3年（1039年） 10月7日：卒去[5]

## 系譜
- 父：源時中
- 母：藤原安親の娘
- 妻：藤原為盛の娘
  - 男子：源経宗
  - 次男：源経季[6]
- 生母不明の子女
  - 女子：藤原資房室